# エティエンヌ・タンピエ
エティエンヌ・(ステファン・)タンピエ（仏: Étienne (Stephen) Tempier、フランス語: [tɑ̃pje]、別名ステファン・ドルレアン（Stéphane d'Orléans）、? - 1279年9月3日）は、13世紀のフランスのパリ司教。1263年よりパリ大学の総長を務め、1268年よりパリ司教を務めた。
彼が最もよく知られているのは、当時パリ大学の学芸学部で論争されていた概念を取り上げた219の哲学的・神学的命題（条項）に対する譴責を発布したことである。

## 生涯
オルレアン生まれ。パリで学び神学の修士及びノートルダムの聖者となった。およそ5年間（1263年頃から1268年まで）Erich von Veireの跡を継ぎノートルダムの参事会の尚書院長を務めた。当時参事会の尚書院長はパリ大学の学長も務めていた。
1268年10月7日から亡くなる1279年9月3日までパリ司教を務めた。神学部の教授でもあった。

## 譴責
1270年にガンのヘンリクスに促されて「急進的なアリストテレス主義者」が抱く13の教説に公式に譴責した。知性、因果的必然性、世界の永遠団結などについてであった。その時大学で流行っていた認識された誤りのさらなる調査が、後の1276年9月13日にローマ教皇ヨハネス21世となったポルトガルの聖職者ジュリアーニによって駆り立てられた。パリ大学の神学部の元教授はタンピエに手紙を出している。教皇はタンピエに対して、パリで異教の意見の報告を聞いたことを話し、その状況を知らせるように求めた。この時までに、タンピエはありうる異教の意見を既にパリ大学で調べていた。
1277年3月7日には譴責する教説の数を219に拡大した。大学からの神学者の依頼により手助けをされた。ガンのヘンリクスはタンピエの219の譴責の概要を作成した16人の人物を監督する任務をタンピエから受けた。この譴責はエギディウス・ロマヌス、シジェ・ド・ブラバン、当時の教養学及びトマス・アクィナスの協議などのパリのアリストテレス主義に反するものであった。49番目の項目は、空白の存在を意味することになるから神は万物を動かすことはできないという主張であった。
タンピエはある点においてもアリストテレスを覆した。神は複数の世界を創造することができたにもかかわらず（全能性が与えられているので）、啓示により1つしか作っていないということである。タンピエが強調したのは、神の全能性もまた宇宙の理解のためのあらゆる種類の可能性を開いたという点である。創造主の能力と特有の権利を守る努力の中で、タンピエの提案は天体と地上の体系の働きを理解する上での新たなアプローチにつながった。アストラル体が活き活きとし不朽で永遠であることを拒否し、人の動きが動物の欲望に匹敵する何かの結果であるという考えを論駁し、星が個人に対して何らかの影響を与えたことを否定することで、キリスト教徒がギリシャを学ぶことで保持している基本的な仮定で、アリストテレスの世界観を否定する用意ができていることを示した。
タンピエの意図がこの譴責を出すことであったのかは明らかではない。しかし、学者たちはこのように書いている。「パリの1277年の譴責は大学における知力の危機の象徴である。これは現代の思想の側面を予示する13世紀後半に起きた投機的思考と文化的知覚の根本的な変化を示している。」

## 反論と廃止
タンピエの禁則はトマス主義の教義の自由な議論を縮小することはなく、パリ大学における影響も限られた。彼の布告は積極的に反対され、1325年に結局廃止された。